# Bogertshöhle
Die Bogertshöhle ist eine Höhle in einem ehemaligen Kalksteinbruch in Stromberg, Verbandsgemeinde Langenlonsheim-Stromberg, im Hunsrück. Die Höhle ist für die Öffentlichkeit nicht zugänglich.

## Fauna
In der Höhle leben Fledermäuse.